# Paradiddel

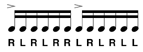
Dubbel paradiddel

Paradiddel är ett samlingsnamn för olika rytmmönster för slagverk och trummor. Paradiddlar används ofta för att öva teknik och snabbhet, men även som ett verktyg för att bygga olika rytmer och trumkomp.
En ofta förekommande form av paradiddeln spelas i åttondelar med handsättningen hvhh vhvv alternativt det motsatta: vhvv hvhh.